# 幼児キリストを礼拝する聖母と洗礼者聖ヨハネ
『幼児キリストを礼拝する聖母と洗礼者聖ヨハネ』（ようじキリストをれいはいするせいぼとせんれいしゃせいヨハネ、伊: Madonna adorante il Bambino con San Giovannino, 英: Madonna adoring the Child with Saint John）は、イタリアの盛期ルネサンスの巨匠サンドロ・ボッティチェッリが1475年から1480年ごろに制作した絵画である。油彩。ピアチェンツァの貴族であるランディ家によって所有されたことが知られている。現在はピアチェンツァのファルネーゼ宮殿内にあるピアチェンツァ市立美術館に所蔵されている。

## 制作経緯
発注主や制作経緯については定かではないが、フィレンツェのサルターティ銀行ローマ支店のベネディット・ディ・アントニオ（Benedito di Antonio）が枢機卿フランチェスコ・ゴンザーガに贈呈するために発注した「野にいる聖母を描いた円形の板絵」を本作品と同一の作品と見なす説が有力視されている。この絵画は金箔が施された木彫の額縁も同時に制作され、ボッティチェッリは1477年に額縁制作の費用を含むフローリン金貨40枚を報酬として受け取っている。

## 作品

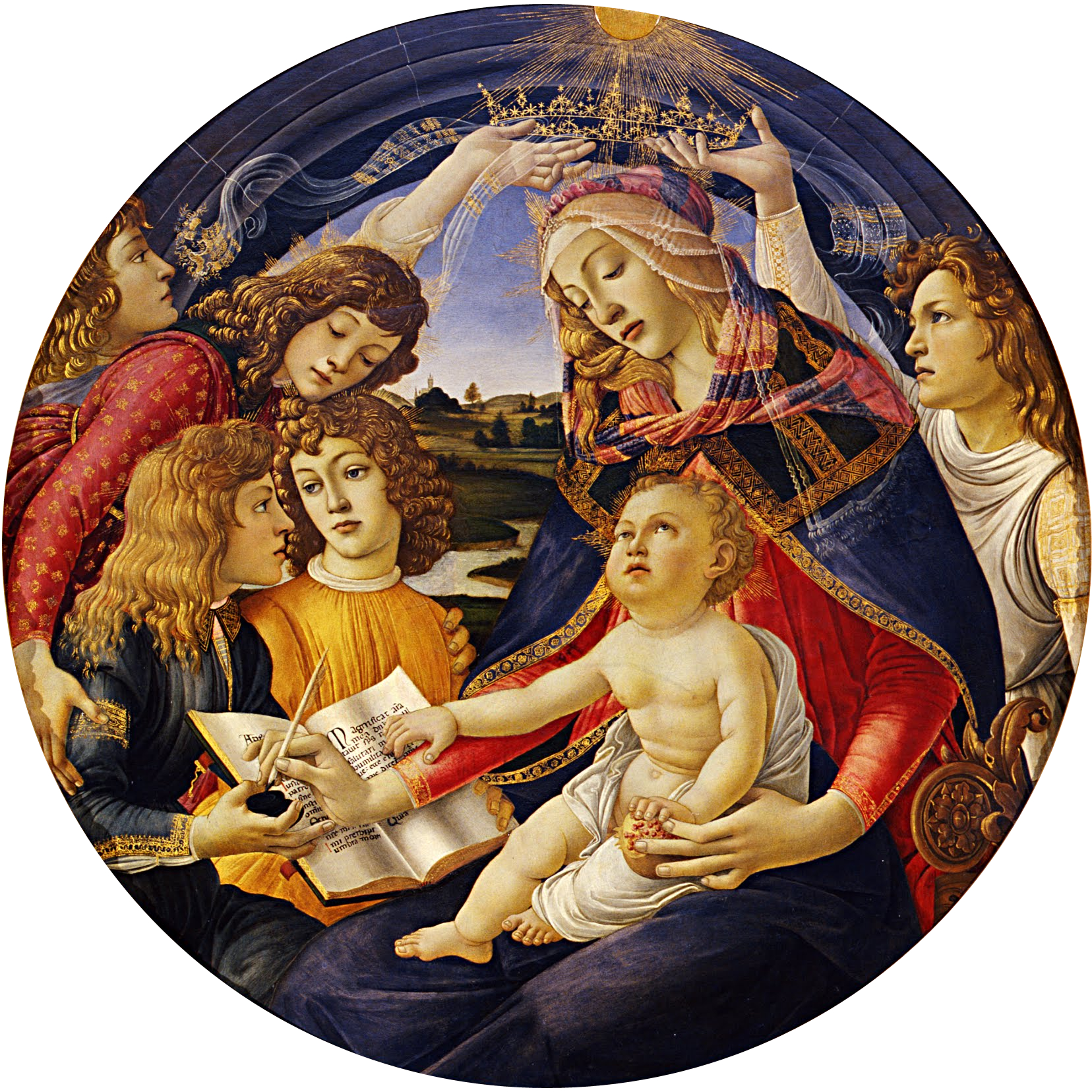
ボッティチェッリの『マニフィカトの聖母』。ウフィツィ美術館所蔵。

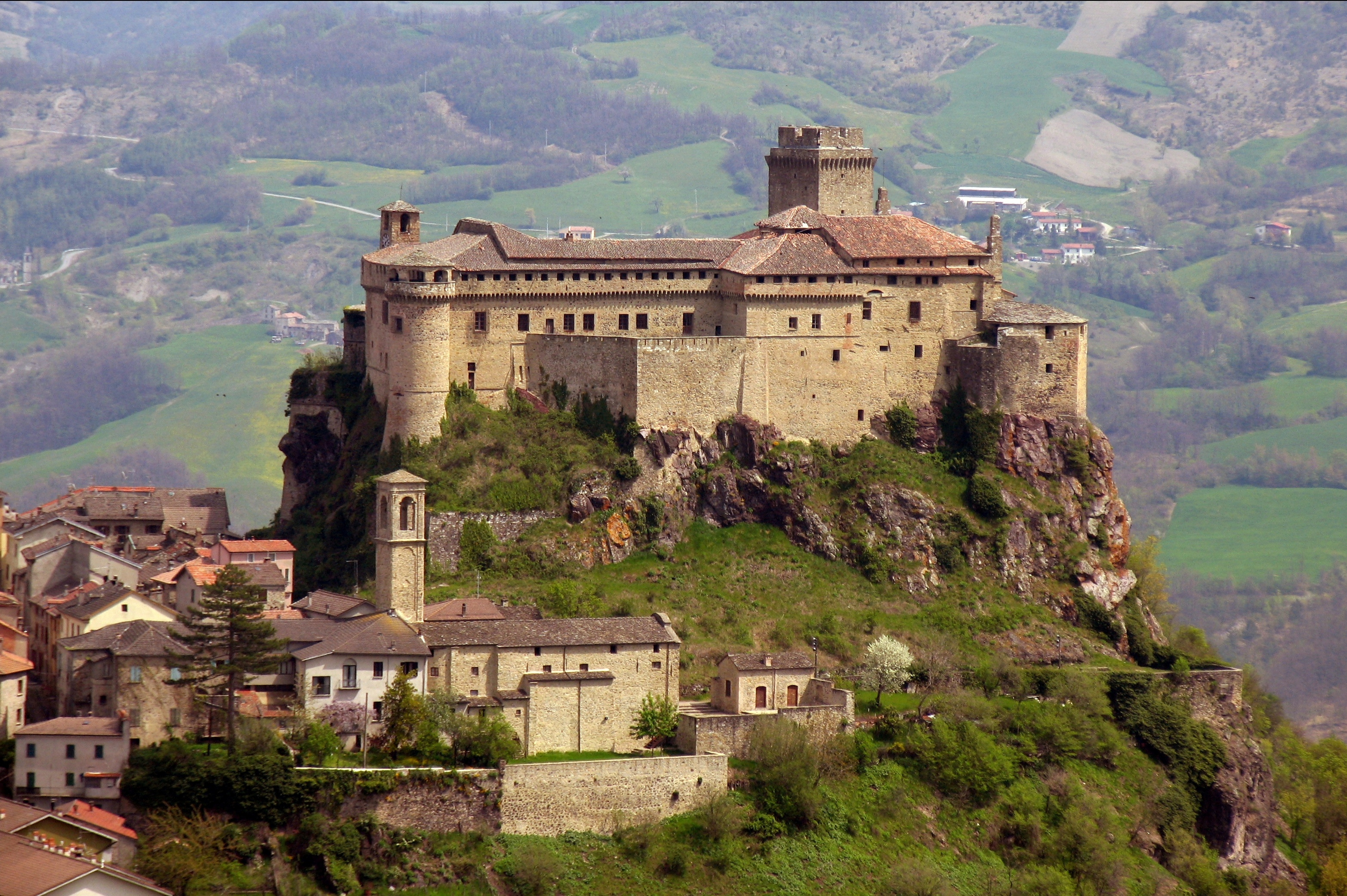
パルマ県バルディにあるバルディ城。

聖母マリアは水辺に面した緑の草地に身を横たえる幼児のイエス・キリストを礼拝している。幼児キリストの周囲には赤と白の薔薇の花が敷き詰められており、聖母はその上に自らの衣服の裾を広げ、さらにその上に幼児キリストを横たえさせている。聖母は典型的な赤い衣服と青いマントを身に着け、頭と肩を透明なヴェールで覆っている。彼女はひざまずき、手を合わせて崇敬を表しており、彼女の顔に穏やかな光が当たっている。画面左では少年の姿をした洗礼者聖ヨハネがラクダの毛皮を身にまとい、十字架を携えながら、ひざまずいて幼児キリストを礼拝している。幼児キリストのポーズは珍しいもので、おそらく割礼を暗示している。聖母マリアと洗礼者聖ヨハネの背後には薔薇の生垣が広がり、その間から遠くの風景が見える。

画面下には大理石の欄干があり、金色の銘文で「ルカによる福音書」1章46節から55節に登場するマニフィカトの一節が引用されている。

（わたしの魂は主をあがめ、わたしの霊は救い主である神を喜びたたえます）
なぜなら、身分の低い、主の婢女にすぎないわたしにも、主は目を留めてくださったからです。

ウフィツィ美術館所蔵の『マニフィカトの聖母』（Madonna del Magnificat）やポルディ・ペッツォーリ美術館所蔵の『書物の聖母』（Madonna del Libro）といった、他のボッティチェッリ作品と様式的に類似しているため、ボッティチェッリへの帰属が疑われたことはない。ただし、洗礼者聖ヨハネの描写は聖母子より劣っているため、工房の助手によって描かれたと考えられている。
1957年から1958年にかけて実施された修復で、金色の後光を含む後代の大規模な塗り直しが除去された。2004年にも修復が行われた。

## 額縁
壮麗な金色の額縁もまたボッティチェッリの時代に制作されたオリジナルの作品で、ザクロ、松の実、小麦の穂、葉、花、リボンなどが彫刻されている。額縁の当時の彩色の跡が残っており、ボッティチェッリと協力関係にあった彫刻家・木工細工師のジュリアーノ・ダ・マイアーノの作とされている。

## 来歴
本作品は17世紀にピアチェンツァの貴族のランディ家が所有するバルディ城にあったことが知られている。確認できる最初の記録は1642年に作成されたフェデリコ2世・ランディ（Federico II Landi）の目録である。1860年にバルディ城がイタリア王国の国有財産となった際に、トリノの国立絵画館に移されたが、当時のエミリア市長ファウスト・ペレッティ（Fausto Perletti）の働きにより、ピアチェンツァ市に割り当てられた。当初、絵画は公共図書館で展示されていたが、1903年にピアチェンツァ市立美術館に移管された。

## ギャラリー
薔薇垣を描いた他のボッティチェッリの聖母画

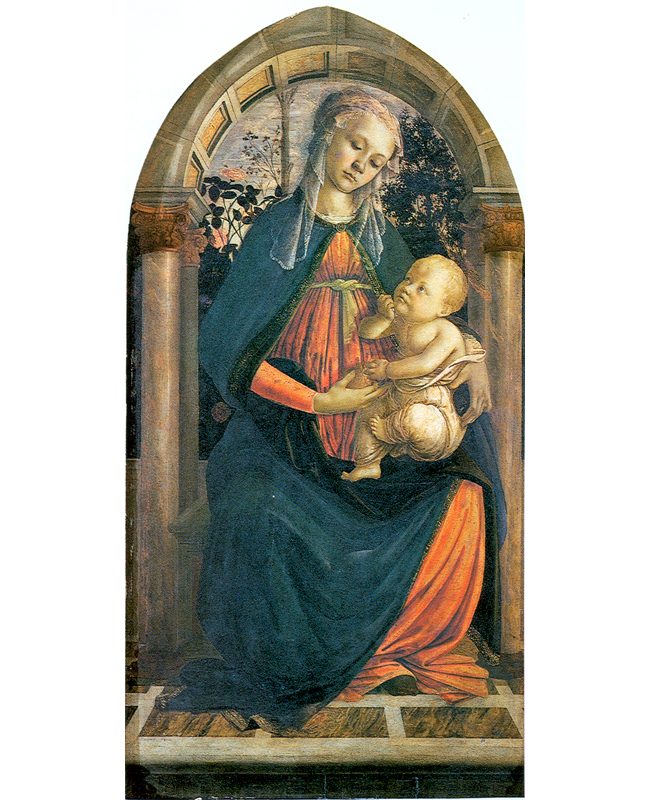
『バラ園の聖母』1469年-1470年 ウフィツィ美術館所蔵
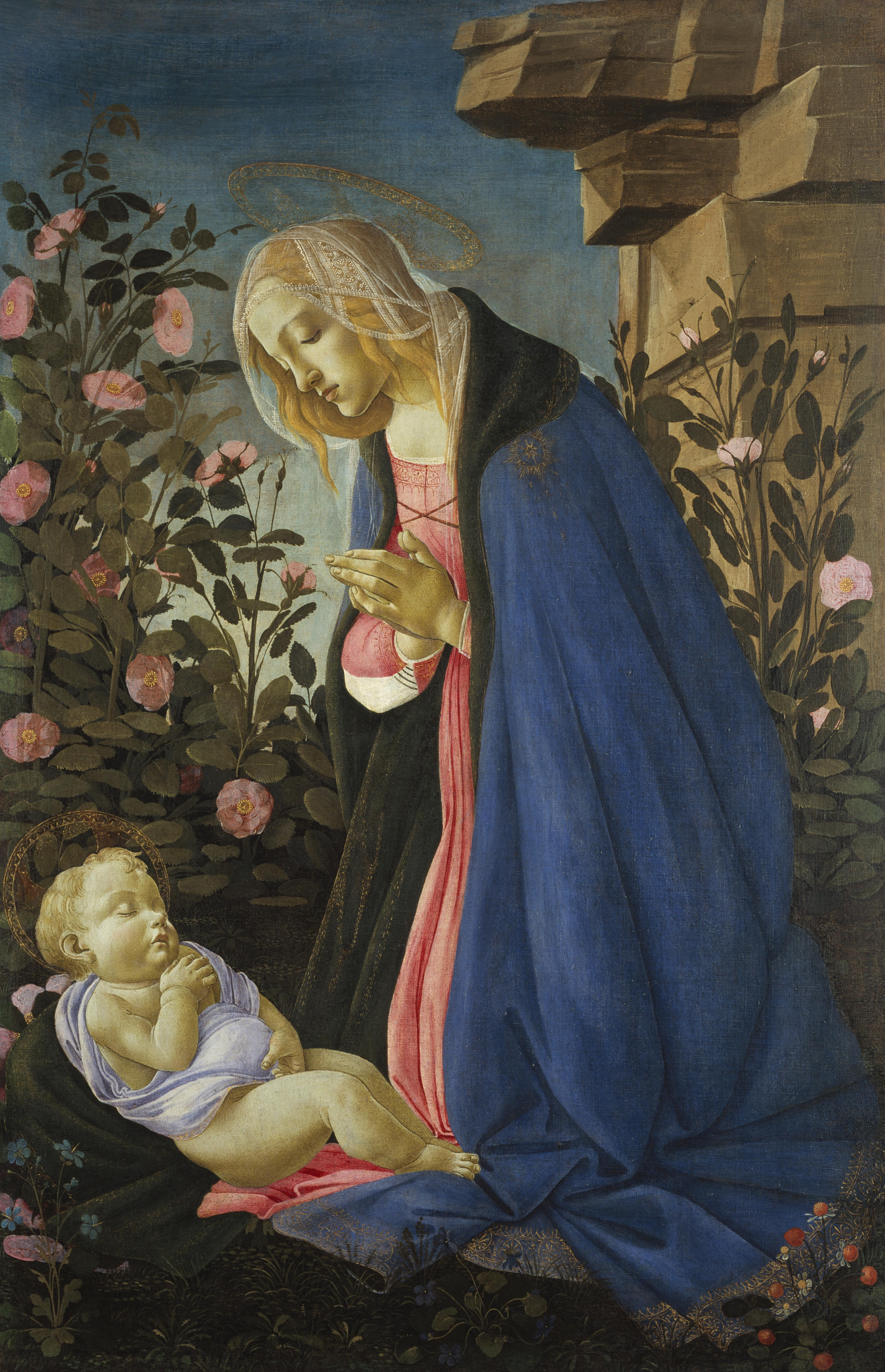
『眠る幼児キリストを礼拝する聖母』1485年ごろ スコットランド国立美術館所蔵
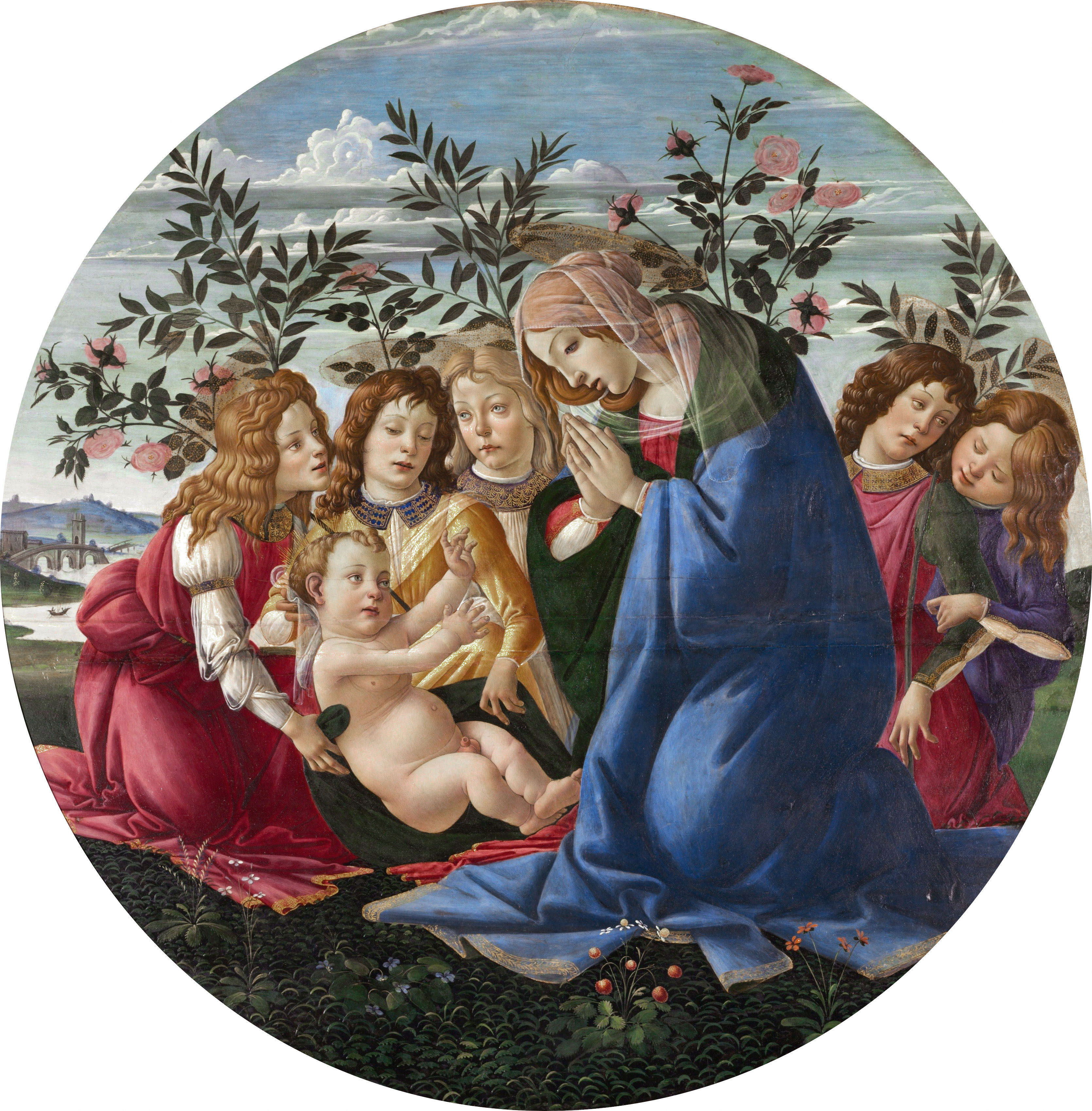
『幼児キリストを礼拝する聖母と五人の天使』1485年-1490年 ボルチモア美術館（英語版）所蔵